# Il ladro (film 1922)
Il ladro è un film muto italiano del 1922 diretto da Luciano Doria.